# Женская сборная Польши по баскетболу
Женская сборная Польши по баскетболу — женская сборная команда Польши, представлявшая эту страну на международных баскетбольных соревнованиях вплоть с 1934 года. Сборная выигрывала полный комплект медалей чемпионата Европы по баскетболу среди женщин.

## История
Сборная Польши дебютировала на международной арене на первом чемпионате Европы 1938 года и сразу же завоевала бронзовые медали. В дальнейшем команда регулярно участвовала в чемпионатах Европы, занимая высокие места, но призером не была. В 1959 году сборная Польши впервые приняла участие в чемпионате мира, заняв 5 место. В 1968 году спустя 30 лет сборная вновь завоевала бронзовые медали Европейского первенства. В начале 1980-х годов польская команда дважды подряд (1980 и 1981) становится серебряным призёром Чемпионатом Европы. В 1999 году на домашнем Евробаскете сборная Польши становится чемпионом Европы, а уже на следующий год дебютирует на Олимпийских играх 2000 в Сиднее, где занимает 8 место.

## Результаты

### Олимпийские игры
- 2000 8

### Чемпионат мира по баскетболу среди женщин
- 1959 5
- 1983 7
- 1994 13

### Чемпионат Европы по баскетболу среди женщин
- 1938  3
- 1950 6
- 1952 5
- 1956 5
- 1958 5
- 1960 4
- 1962 6
- 1964 5
- 1966 8
- 1968  3
- 1970 6
- 1972 9
- 1974 9
- 1976 6
- 1978 5
- 1980  2
- 1981  2
- 1983 7
- 1985 6
- 1987 10
- 1991 6
- 1993 5
- 1999  1
- 2001 6
- 2003 4
- 2005 7
- 2009 9
- 2011 9
- 2015 18